# Hôpital Raymond-Poincaré
Hôpital Raymond-Poincaré este un spital universitar renumit în lumea întreagă, aflat în Garches, Franța. Parte a Assistance publique - Hôpitaux de Paris și spital universitar aparținând de Universitatea Versailles.
A fost înființat în 1936.